# Musée de Béni-Abbès
Musée de Béni-Abbès ou aussi Musée Saharien situé à Béni-Abbès en Algérie. Il fait partie du Centre de recherche scientifique et technique sur les régions arides avec une superficie de 10 ha et des dépendances à l’extérieur pour la plupart.

## Historique
Le musée est créé en 1942 par le géologue franco-russe Nicolas Menchikoff, il était au départ une station scientifique de recherche, d'hébergement d'animaux et d'analyse des premiers échantillons extraits de la faune et de la flore locales.Dans les années 1960 et 1970, le musée est devenu un lieu de rencontres entre chercheurs scientifiques nationaux et étrangers. Depuis les années 1990, plus d'une quarantaine de chercheurs ont fait des études spécifiques au sud algérien sur les maladies des palmiers dattiers.
En 1999, le musée a été intégré à la faculté des sciences biologiques d’Alger (Université des sciences et de la technologie Houari-Boumédiène).
En 2017, il est rattaché à l'universite Mohamed Khider de Biskra.

## Collections
Le musée détient une importante collection minéralogique, fossile, et d’objets préhistoriques provenant des fouilles menées à Heded Baba Hatda et à Marhouma. Il contient une diversité d'animaux et de plantes et de roches de la région.
Il est composé de trois sections:
- Section de la préhistoire qui renferme une importante collection du paléolithique et néolithique, biface, haches, broyeurs, poterie et des pointes de silex attestant de la lointaine présence de l’homme dans cette partie du pays.
- Section de la géologie, dont la majorité des collections constituants le fonds du musée date de l’ère du paléozoïque. Des minéraux et roches trouvés dans la région tels que le gypse, sel, minéralisation du cuivre, et fer sont exposés, en plus des fossiles de bois, spongiaires, coraux, brachiopodes et crinoïdes,
- Section de l'artisanat saharien, dont des objets issus de la région sont exposés.